# Idioma aguano
El aguano es una lengua extinta que se habló en Perú.
En 1959 quedaban cuarenta familias del grupo étnico, que ya no hablaban aguano sino quechua, en el pueblo de Santa Cruz de Huallaga, en el curso bajo del río Huallaga y en el curso alto del río Samiria, tributarios del río Marañón.
- Datos: Q3331203